# Lista de deputados estaduais de Mato Grosso do Sul da 3.ª legislatura
Esta é a lista de deputados estaduais de Mato Grosso do Sul eleitos para a 3.ª legislatura. São relacionados os parlamentares que assumiram o cargo em 1.º de fevereiro de 1987, o partido pelo qual foram eleitos e a quantidade de votos que receberam naquela eleição. O mandato expirou em 31 de janeiro de 1991.
Os deputados abaixo listados também integraram a segunda Assembleia Constituinte, que formulou a Carta Magna de 1989. Também há a lista dos suplentes que assumiram durante a legislatura.

## Mesa diretora

### Primeira mesa
Na primeira metade do mandato da mesa diretora, Jonatan Barbosa foi eleito presidente.
|  | Cargo               | Nome             | Partido |
|  | ------------------- | ---------------- | ------- |
|  | Presidente          | Jonatan Barbosa  | PMDB    |
|  | 1.° Vice-presidente | Ozéias Pereira   | PMDB    |
|  | 2.° Vice-presidente | Cícero de Souza  | PFL     |
|  | 3.° Vice-presidente | Valdenir Machado | PMDB    |
|  | 1.° Secretário      | Ary Rigo         | PFL     |
|  | 2.° Secretário      | Akira Otsubo     | PMDB    |
|  | 3.° Secretário      | Roberto Razuk    | PFL     |

### Segunda mesa
Na segunda metade do mandato da mesa diretora, Londres Machado foi eleito presidente.
|  | Cargo               | Nome                      | Partido |
|  | ------------------- | ------------------------- | ------- |
|  | Presidente          | Londres Machado           | PFL     |
|  | 1.° Vice-presidente | Cláudio Valério           | PMDB    |
|  | 2.° Vice-presidente | Roberto Razuk             | PFL     |
|  | 3.° Vice-presidente | Benedito Leal de Oliveira | PMDB    |
|  | 1.° Secretário      | Pedro Dobes               | PMDB    |
|  | 2.° Secretário      | Fernando Saldanha         | PMDB    |
|  | 3.° Secretário      | Cícero de Souza           | PFL     |

## Lista de parlamentares
|  | Nome                      | Partido | Votos nominais | Referências |
|  | ------------------------- | ------- | -------------- | ----------- |
|  | Akira Otsubo              | PMDB    | 13.196         | [ 3 ]       |
|  | André Puccinelli          | PMDB    | 19.115         | [ 4 ]       |
|  | Armando Anache            | PTB     | 8.118          | [ 5 ]       |
|  | Ary Rigo                  | PFL     | 9.578          | [ 5 ]       |
|  | Benedito Leal de Oliveira | PMDB    | 8.071          | [ 5 ]       |
|  | Carlos Fróes              | PMDB    | 9.705          | [ 6 ]       |
|  | Cícero de Souza           | PFL     | 9.434          | [ 7 ]       |
|  | Cláudio Valério           | PMDB    | 9.766          | [ 8 ]       |
|  | João Leite Schimidt       | PMDB    | 14.510         | [ 9 ]       |
|  | Jonatan Barbosa           | PMDB    | 11.342         | [ 5 ]       |
|  | José de Oliveira Santos   | PTB     | 7.406          | [ 5 ]       |
|  | Júlio César Maia          | PMDB    | 8.078          | [ 5 ]       |
|  | Londres Machado           | PFL     | 19.003         | [ 10 ]      |
|  | Marilene Coimbra          | PDS     | 6.434          | [ 5 ]       |
|  | Marilu Guimarães          | PFL     | 11.850         | [ 5 ]       |
|  | Maurício Picarelli        | PTB     | 12.363         | [ 11 ]      |
|  | Nelson Trad               | PTB     | 7.343          | [ 12 ]      |
|  | Onevan de Matos           | PMDB    | 13.163         | [ 13 ]      |
|  | Ozéias Pereira            | PMDB    | 7.793          | [ 5 ]       |
|  | Pedro Dobes               | PMDB    | 14.575         | [ 14 ]      |
|  | Ricardo Bacha             | PMDB    | 9.571          | [ 5 ]       |
|  | Roberto Razuk             | PFL     | 14.107         | [ 5 ]       |
|  | Valdenir Machado          | PMDB    | 8.810          | [ 15 ]      |
|  | Walter Carneiro           | PTB     | 6.524          | [ 5 ]       |

## Lista de suplentes que assumiram durante a legislatura
|  | Nome                 | Partido | Referências  |
|  | -------------------- | ------- | ------------ |
|  | Daladier Agi         | PFL     | [ 2 ]        |
|  | Daudt Conceição      | PTB     | [ 2 ]        |
|  | Fernando Saldanha    | PMDB    | [ 2 ]        |
|  | Henrique Dedé        | PTB     | [ 2 ]        |
|  | Nilson Lima          | PTB     | [ 2 ]        |
|  | Pedro de Barros Lima | PMDB    | [ 2 ]        |
|  | Waldemir Moka        | PMDB    | [ 2 ] [ 16 ] |